# Labashi-Marduk
Labashi-Marduk o Lābāši-Marduk va ser rei de Babilònia l'any 556 aC. Net de Nabucodonosor II va pujar al tron després de la mort del seu pare Neriglissar.
No va regnar gaire més de tres mesos, ja que va morir assassinat en una revolta, i els guanyadors van posar al tron a Nabònides, que no era de sang reial, encara que se'l suposa cabdill d'una tribu aramea que vivia a Babilònia. Un text conservat on Nabònides defensa la seva pujada al tron, diu: "Labashi-Marduk ... es va asseure al tron reial en contra de la voluntat dels déus .. A mi, el déu Marduk m'ha elevat a la sobirania del país...".